# کارین سیسیلی کولمان
کارین سیسیلی کولمان (انگلیسی: Kaci Kullmann Five; ۱۳ آوریل ۱۹۵۱ – ۱۹ فوریهٔ ۲۰۱۷) سیاست‌مدار اهل نروژ بود.